# Peter Fleming (tenista)
Peter Blair Fleming (Chatham, Nueva Jersey; 21 de enero de 1955) es un jugador de tenis profesional estadounidense. Fleming fue número 1 en dobles, formando una recordada dupla junto a John McEnroe, con quien ganó 52 títulos, entre ellos, siete Grand Slam.  En individuales logró ser número 8 del mundo y consiguió tres títulos.

## Carrera deportiva
Fleming asistió al Chatham High School, donde ganó el campeonato individual de escuelas secundarias de Nueva Jersey en 1972, durante su año de junior.Con anterioridad a su carrera como tenista profesional, Fleming jugó para la Universidad de California en Los Ángeles y en la Universidad de Míchigan. En 1976, ganó la National Collegiate Athletic Association (NCCA) en dobles. 
Durante los años 80, Fleming formó pareja con John McEnroe, consiguiendo múltiples títulos en dobles. Juntos ganaron 52 títulos, incluyendo cuatro Wimbledon (1979, 1981, 1983 y 1984) y tres US Open (1979, 1981 y 1983).
Fleming también ganó tres Copa Davis con Estados Unidos (1979, 1981 y 1982) y dos Copas Mundiales por Equipos (1984 y 1985).  
Luego de su retiro como jugador, Fleming ha participado como comentarista de tenis para Sky Sports Eurosport y la BBC. 

## Títulos (69, 3+66)

### Individuales (3)
| N.º | Fecha                    | Torneo      | Superficie | Oponente en la final | Resultado |
| --- | ------------------------ | ----------- | ---------- | -------------------- | --------- |
| 1.  | 20 de noviembre de 1978  | Bolonia     | Moqueta    | Adriano Panatta      | 6-2, 7-6  |
| 2.  | 20 de agosto de 1979     | Cincinnati  | Dura       | Roscoe Tanner        | 6-4, 6-2  |
| 3.  | 17 de septiembre de 1979 | Los Ángeles | Moqueta    | John McEnroe         | 6-4, 6-4  |

### Dobles (66)
| N.º | Fecha                    | Torneo             | Superficie | Pareja         | Oponentes en la final                | Resultado               |
| --- | ------------------------ | ------------------ | ---------- | -------------- | ------------------------------------ | ----------------------- |
| 1.  | 10 de abril de 1978      | Montecarlo         | Arcilla    | Tomáš Šmíd     | Jaime Fillol Ilie Năstase            | 6-4, 7-5                |
| 2.  | 31 de julio de 1978      | South Orange       | Arcilla    | John McEnroe   | Ion Ţiriac Guillermo Vilas           | 6-3, 6-3                |
| 3.  | 25 de septiembre de 1978 | San Francisco      | Moqueta    | John McEnroe   | Robert Lutz Stan Smith               | 5-7, 6-4, 6-4           |
| 4.  | 30 de octubre de 1978    | Colonia            | Dura       | John McEnroe   | Bob Hewitt Frew McMillan             | 6-3, 6-2                |
| 5.  | 20 de noviembre de 1978  | Bolonia            | Moqueta    | John McEnroe   | Jean-Louis Haillet Antonio Zugarelli | 6-1, 6-4                |
| 6.  | 27 de noviembre de 1978  | Johannesburgo      | Dura       | Raymond Moore  | Bob Hewitt Frew McMillan             | 6-3, 7-6                |
| 7.  | 8 de enero de 1979       | Masters Grand Prix | Moqueta    | John McEnroe   | Wojtek Fibak Tom Okker               | 6-4, 6-2, 6-4           |
| 8.  | 1 de enero de 1979       | Masters WCT        | Moqueta    | John McEnroe   | Ilie Năstase Sherwood Stewart        | 3-6, 6-2, 6-3, 6-1      |
| 9.  | 19 de marzo de 1979      | Nueva Orleans      | Moqueta    | John McEnroe   | Robert Lutz Stan Smith               | 6-1, 6-3                |
| 10. | 26 de marzo de 1979      | Milán              | Moqueta    | John McEnroe   | José Luis Clerc Tomáš Šmíd           | 6-1, 6-3                |
| 11. | 2 de abril de 1979       | Róterdam           | Moqueta    | John McEnroe   | Heinz Günthardt Bernard Mitton       | 6-4, 6-4                |
| 12. | 16 de abril de 1979      | San José           | Moqueta    | John McEnroe   | Hank Pfister Brad Rowe               | 6-3, 6-4                |
| 13. | 21 de mayo de 1979       | Roma               | Arcilla    | Tomáš Šmíd     | José Luis Clerc Ilie Năstase         | 4-6, 6-1, 7-5           |
| 14. | 25 de junio de 1979      | Wimbledon          | Césped     | John McEnroe   | Brian Gottfried Raúl Ramírez         | 4-6, 6-4, 6-2, 6-2      |
| 15. | 9 de julio de 1979       | Forest Hills       | Arcilla    | John McEnroe   | Gene Mayer Sandy Mayer               | 6-7, 7-6, 6-3           |
| 16. | 30 de julio de 1979      | South Orange       | Arcilla    | John McEnroe   | Fritz Buehning Bruce Nichols         | 6-1, 6-3                |
| 17. | 13 de agosto de 1979     | Toronto            | Dura       | John McEnroe   | Heinz Günthardt Bob Hewitt           | 6-7, 7-6, 6-1           |
| 18. | 27 de agosto de 1979     | US Open            | Dura       | John McEnroe   | Robert Lutz Stan Smith               | 6-2, 6-4                |
| 19. | 24 de septiembre de 1979 | San Francisco      | Moqueta    | John McEnroe   | Wojtek Fibak Frew McMillan           | 6-1, 6-4                |
| 20. | 5 de noviembre de 1979   | Estocolmo          | Dura       | John McEnroe   | Wojtek Fibak Tom Okker               | 6-4, 6-4                |
| 21. | 12 de noviembre de 1979  | Wembley            | Moqueta    | John McEnroe   | Tomáš Šmíd Stan Smith                | 6-2, 6-3                |
| 22. | 19 de noviembre de 1979  | Bolonia            | Moqueta    | John McEnroe   | Fritz Buehning Ferdi Taygan          | 6-1, 6-1                |
| 23. | 7 de enero de 1980       | Masters Grand Prix | Moqueta    | John McEnroe   | Wojtek Fibak Tom Okker               | 6-3, 7-6, 6-1           |
| 24. | 21 de enero de 1980      | Filadelfia         | Moqueta    | John McEnroe   | Brian Gottfried Raúl Ramírez         | 6-3, 7-6                |
| 25. | 24 de marzo de 1980      | Milán              | Moqueta    | John McEnroe   | Andrew Pattison Butch Walts          | 6-2, 6-7, 6-2           |
| 26. | 5 de mayo de 1980        | Forest Hills       | Arcilla    | John McEnroe   | Peter McNamara Paul McNamee          | 6-2, 5-7, 6-2           |
| 27. | 22 de septiembre de 1980 | San Francisco      | Moqueta    | John McEnroe   | Gene Mayer Sandy Mayer               | 6-1, 6-4                |
| 28. | 29 de septiembre de 1980 | Maui               | Dura       | John McEnroe   | Victor Amaya Hank Pfister            | 7-6, 6-7, 6-2           |
| 29. | 13 de octubre de 1980    | Sídney             | Dura       | John McEnroe   | Tim Gullikson Johan Kriek            | 4-6, 6-1, 6-2           |
| 30. | 3 de noviembre de 1980   | Hong Kong          | Dura       | Ferdi Taygan   | Bruce Manson Brian Teacher           | 7-5, 6-2                |
| 31. | 10 de noviembre de 1980  | Wembley            | Moqueta    | John McEnroe   | Bill Scanlon Eliot Teltscher         | 7-5, 6-3                |
| 32. | 12 de enero de 1981      | Masters Grand Prix | Moqueta    | John McEnroe   | Peter McNamara Paul McNamee          | 6-4, 6-3                |
| 33. | 20 de abril de 1981      | Las Vegas          | Dura       | John McEnroe   | Tracy Delatte Trey Waltke            | 6-3, 7-6                |
| 34. | 4 de mayo de 1981        | Forest Hills       | Arcilla    | John McEnroe   | John Fitzgerald Andy Kohlberg        | 6-4, 6-4                |
| 35. | 22 de junio de 1981      | Wimbledon          | Césped     | John McEnroe   | Robert Lutz Stan Smith               | 6-4, 6-4, 6-4           |
| 36. | 17 de agosto de 1981     | Atlanta            | Dura       | Fritz Buehning | Sammy Giammalva, Jr. Tony Giammalva  | 6-4, 4-6, 6-3           |
| 37. | 31 de agosto de 1981     | US Open            | Dura       | John McEnroe   | Heinz Günthardt Peter McNamara       | w/o                     |
| 38. | 21 de septiembre de 1981 | San Francisco      | Moqueta    | John McEnroe   | Mark Edmondson Sherwood Stewart      | 7-6, 6-4                |
| 39. | 12 de octubre de 1981    | Sídney             | Dura       | John McEnroe   | Sherwood Stewart Ferdi Taygan        | 6-7, 7-6, 6-1           |
| 40. | 11 de enero de 1982      | Masters Grand Prix | Moqueta    | John McEnroe   | Kevin Curren Steve Denton            | 6-3, 6-3                |
| 41. | 25 de enero de 1982      | Filadelfia         | Moqueta    | John McEnroe   | Sherwood Stewart Ferdi Taygan        | 7-6, 6-4                |
| 42. | 16 de agosto de 1982     | Cincinnati         | Dura       | John McEnroe   | Steve Denton Mark Edmondson          | 6-2, 6-3                |
| 43. | 8 de noviembre de 1982   | Wembley            | Moqueta    | John McEnroe   | Heinz Günthardt Tomáš Šmíd           | 7-6, 6-4                |
| 44. | 17 de enero de 1983      | Masters Grand Prix | Moqueta    | John McEnroe   | Sherwood Stewart Ferdi Taygan        | 7-5, 6-3                |
| 45. | 11 de abril de 1983      | Los Ángeles        | Dura       | John McEnroe   | Sandy Mayer Ferdi Taygan             | 6-1, 6-2                |
| 46. | 20 de junio de 1983      | Wimbledon          | Césped     | John McEnroe   | Tim Gullikson Tom Gullikson          | 6-4, 6-3, 6-4           |
| 47. | 29 de agosto de 1983     | US Open            | Dura       | John McEnroe   | Fritz Buehning Van Winitsky          | 6-3, 6-4, 6-2           |
| 48. | 19 de septiembre de 1983 | San Francisco      | Moqueta    | John McEnroe   | Ivan Lendl Vincent Van Patten        | 6-1, 6-2                |
| 49. | 7 de noviembre de 1983   | Wembley            | Moqueta    | John McEnroe   | Steve Denton Sherwood Stewart        | 6-3, 6-4                |
| 50. | 9 de enero de 1984       | Masters Grand Prix | Moqueta    | John McEnroe   | Pavel Složil Tomáš Šmíd              | 6-2, 6-2                |
| 51. | 23 de enero de 1984      | Filadelfia         | Moqueta    | John McEnroe   | Henri Leconte Yannick Noah           | 6-2, 6-3                |
| 52. | 6 de febrero de 1984     | Memphis            | Moqueta    | Fritz Buehning | Heinz Günthardt Tomáš Šmíd           | 6-3, 6-0                |
| 53. | 27 de febrero de 1984    | Madrid             | Moqueta    | John McEnroe   | Fritz Buehning Ferdi Taygan          | 6-3, 6-3                |
| 54. | 25 de junio de 1984      | Wimbledon          | Césped     | John McEnroe   | Pat Cash Paul McNamee                | 6-2, 5-7, 6-2, 3-6, 6-3 |
| 55. | 13 de agosto de 1984     | Toronto            | Dura       | John McEnroe   | John Fitzgerald Kim Warwick          | 6-4, 6-2                |
| 56. | 17 de septiembre de 1984 | San Francisco      | Moqueta    | John McEnroe   | Sammy Giammalva, Jr. Mike DePalmer   | 6-3, 6-4                |
| 57. | 7 de enero de 1985       | Masters Grand Prix | Moqueta    | John McEnroe   | Mark Edmondson Sherwood Stewart      | 6-3, 6-1                |
| 58. | 18 de febrero de 1985    | Toronto            | Moqueta    | Anders Järryd  | Glenn Layendecker Glenn Michibata    | 7-6, 6-2                |
| 59. | 25 de febrero de 1985    | Houston            | Moqueta    | John McEnroe   | Hank Pfister Ben Testerman           | 6-3, 6-2                |
| 60. | 8 de abril de 1985       | Dallas             | Moqueta    | John McEnroe   | Mark Edmondson Sherwood Stewart      | 6-3, 6-1                |
| 61. | 24 de febrero de 1986    | La Quinta          | Dura       | Guy Forget     | Yannick Noah Sherwood Stewart        | 6-4, 6-3                |
| 62. | 4 de agosto de 1986      | Stratton Mountain  | Dura       | John McEnroe   | Paul Annacone Christo van Rensburg   | 6-3, 3-6, 6-3           |
| 63. | 22 de septiembre de 1986 | San Francisco      | Moqueta    | John McEnroe   | Mike DePalmer Gary Donnelly          | 6-4, 7-6                |
| 64. | 27 de octubre de 1986    | París              | Moqueta    | John McEnroe   | Mansour Bahrami Diego Pérez          | 6-3, 6-2                |
| 65  | 10 de noviembre de 1986  | Wembley            | Moqueta    | John McEnroe   | Sherwood Stewart Kim Warwick         | 3-6, 7-6, 6-2           |
| 66. | 27 de julio de 1987      | Washington D. C.   | Dura       | Gary Donnelly  | Laurie Warder Blaine Willenborg      | 6-2, 7-6                |